# عبد القادر مانغان
عبد القادر مانغان (بالفرنسية: Kader Mangane)‏ (مواليد 23 مارس 1983 في داكار - السنغال) لاعب كرة قدم سنغالي يلعب حاليا لصالح قيصري إيرجياس سبور ، انتقل في عام2012من نادي رين الفرنسي إلى نادي الهلال السعودي ، ثم اُعير إلى نادي سندرلاند الإنجليزي وعاد إلى نادي الهلال السعودي ، وانتقل إلى نادي قيصري إيرجياس سبور التركي ويلعب في مركز الوسط المدافع كما يجيد اللعب في مركز قلب الدفاع.

## روابط خارجية
- عبد القادر مانغان على موقع اتحاد تركيا (لاعب) (الإنجليزية)
- عبد القادر مانغان على موقع رابطة كرة القدم الفرنسية للمحترفين (الإنجليزية)
- عبد القادر مانغان على موقع قاعدة بيانات كرة القدم.إي يو (الإنجليزية)
- عبد القادر مانغان على موقع ليكيب (الفرنسية)
- عبد القادر مانغان على موقع ناشيونال فوتبول تيمز (الإنجليزية)
- عبد القادر مانغان على موقع Soccerbase.com (لاعب) (الإنجليزية)
- عبد القادر مانغان على موقع Soccerway.com (الإنجليزية)
- عبد القادر مانغان على موقع عالم كرة القدم.نت (الإنجليزية)
- عبد القادر مانغان على موقع كووورة
- عبد القادر مانغان على موقع AS.com (الإسبانية)